# Álvaro Aparicio
Álvaro Aparicio Fernández (Madrid, 29 settembre 1977) è un ex giocatore di calcio a 5 spagnolo, campione europeo con la nazionale spagnola nel 2007, 2010 e 2012.

## Carriera
Aparicio ha debuttato con la Nazionale maschile di calcio a 5 della Spagna il 22 ottobre 2001 nel corso dell'amichevole vinta per 3-2 contro il Portogallo. Con le furie rosse ha preso parte a due Coppe del Mondo, concluse entrambe al secondo posto, e vinto tre edizioni del campionato europeo. Nel complesso, ha giocato 118 partite mettendo a segno 45 reti. Al termine del campionato europeo 2012 annuncia il suo ritiro dalla Nazionale.

## Palmarès

### Club
- Campionato spagnolo: 4
ElPozo Murcia: 2005-06, 2006-07, 2008-09, 2009-10
- Coppa di Spagna: 2
ElPozo Murcia: 2007-08, 2009-10
- Supercoppa di Spagna: 4
Segovia: 2000
ElPozo Murcia: 2006, 2009

### Nazionale
- Campionato d'Europa: 3
Portogallo 2007, Ungheria 2010, Croazia 2012